# エルンスト・カッシーラー
エルンスト・カッシーラー（ドイツ語: Ernst Cassirer, 1874年7月28日 - 1945年4月13日）は、ユダヤ系のドイツの哲学者、思想史家。新カント派に属し、“知識の現象学”を基礎にしながら、シンボル＝象徴体系としての「文化」に関する壮大な哲学を展開した。

## 生涯
シュレージエンのブレスラウ（現在のポーランド領ヴロツワフ）でユダヤ系の家庭に生まれる。ベルリン大学で文学と哲学を学ぶ。マールブルク大学でコーエンやパウル・ナトルプの下で学ぶ。1899年に博士論文（『デカルト論』）をコーエンのもとに提出した。
1903年から、ベルリン大学の私講師（Privatdozent)を勤めながら、哲学、科学、理論的思考へと考察を集中させていった。1906年に『認識問題』で教授資格申請。審査にはヴィルヘルム・ディルタイとアロイス・リールがあたった。1907年には『認識問題』第2巻におけるカント解釈によりベルリン大学にポストを得た。この時期、『実体概念と関数概念』（1910年）を執筆する。
1919年に新設されたハンブルク大学の教授に就任。当地にあった「ヴァールブルク文化学図書館」に衝撃を受ける（カッシーラーは「この文庫は危険です。わたしはここを避けるか、あるいは何年もここに閉じこもらねばならないでしょう」と述べたと報告されている）。1923年には当時クロイツリンゲンの診療所で精神治療を受けていたアビ・ヴァールブルク本人を訪ねる。ヴァールブルク図書館を利用しながら神話論やルネサンス期の研究に取り組み、『神話的思考における概念形式』（1922年）や『言語と神話』（1925年）を発表しつつ、主著『シンボル形式の哲学』（全三巻、1923, 1925, 1929）をまとめあげた。学生にレオ・シュトラウスがおり、博士論文の指導をする。他ハンス・ライヘンバッハも生徒の一人だった。
1929年にハイデガーとのダヴォス討論を行なう。
ナチス政権樹立（1933年）により、イギリスへ移住、オックスフォード大学講師（ - 1935年）となる。イギリス時代には、収集した資料を基礎に設立されたヴァールブルク研究所（ハンブルクから1934年に移設。ウォーバーグ研究所）の初代所長フリッツ・ザクスルらと交流した。のちスウェーデンのヨーテボリ大学教授(～1941年）となるが、ナチスの勢力が拡大したためアメリカ合衆国へ移った。はじめハーヴァード大学に受け入れてもらう予定であったが、1930年前のベルリン大学勤務時代に一度ハーヴァード大学からの招聘を断っていたため採用とならなかった。そのため、まずイェール大学(～1943年)で教えたのちニューヨークのコロンビア大学に移った。スウェーデンに帰化しており、ドイツ・ユダヤ系スウェーデン市民としてニューヨークに在住、心臓発作により急逝した。ニュージャージー州パラマスのシダーパーク墓地に埋葬されている。

## 業績

### 哲学史研究
カッシーラーの学業は、新カント派（マールブルク学派）の影響下での哲学史研究に始まる。1899年に博士論文「数学的自然科学的認識のデカルトの批判」。続く1902年『ライプニッツ体系の科学的基礎』を執筆。新カント派の影響下で哲学史に取り組んだ。

### 認識論、科学史
ベルリン時代に執筆された『認識問題』（1906-07）では中世思想から近代思想での認識論の問題を軸に論じ、『実体概念と関数概念』（1910）では近代的な科学の認識論的な転回として、実際に見ることの出来る、実体概念から、関数的な記述によってのみ捉えられる、関数概念への移行を分析した。これらの哲学史・思想史的な著作により、マールブルク学派とは一線を画していった。

### シンボル形式の哲学
ハンブルク時代、カッシーラーは中心概念である「シンボル形式」の研究を開始する（「精神科学の構築におけるシンボル形式の概念」1921/22年など）。主著『シンボル形式の哲学』（第一巻「言語」1923年、第二巻「神話的思考」1925年、第三巻「認識の現象学」1929年）へと結実させた。カント的な「理性の批判」を「文化の批判」へと転換させる試みである。直観でも概念でもなく、言語や神話・宗教、科学などの「シンボル形式」の分析によって、原初的な神話的思考から洗練された科学的思考までを発生的に結びつけ、人間精神の本性をその全体的な顕現の相より把握する。

### 人間文化の哲学
晩年の亡命期には、アメリカの読者に向けて著した『人間』において、人文、社会科学を横断して独自の哲学的人間学を構築した。カッシーラーは“シンボリック・アニマル（象徴を操る動物）”として人間をとらえ、動物が本能や直接的な感覚認識や知覚によって世界を受け取るのに対して人間は意味を持つシンボル体系を作り、世界に関わっていく。シンボル体系は、リアリティ（実在性）の知覚を構造づけまた形を与え、またそれゆえに、例えば世界に実在しないユートピアを構想することもできるし、共有された文化形式を変えて行くことができる、とみなした。こうした理論基盤には、カント哲学の超越論的観念論がある。カントは現実の世界(actual world)を人間は完全に認識することはできないが、人間が世界や現実を認識するその仕方（形式）を変えることはできるとした。カッシーラーは人間の世界を、思考のシンボル形式によって構築されていると考えた。ここでいう思考には、言語、学問、科学、芸術における思考のみならず、一般の社会におけるコミュニケーションや個人的な考えや発見、表現などを含めた意味あいがある。

### 国家の神話
1946年に、没後出版された『国家の神話』では、ナチスなどの全体主義的国家理論を批判的に考察し、プラトン、ダンテ、マキャヴェッリ、ゴビノー、カーライル、シェリング、ヘーゲルらの国家理論を検討した。カッシーラーは20世紀の全体主義体制を、運命の神話と非合理主義によりシンボル化されたものとした。『国家の神話』第一部「神話とは何か」では神話的思考が概観される。第二部「政治学説における神話にたいする闘争」では、「合理的な国家理論はギリシャ哲学に始まった」とし、歴史を記述するにあたり“伝説的なもの(ファビュラスなもの）”を排除しようとしたトゥキディデスを「神話的歴史観に対して初めて攻撃を加えた」とする。古代ギリシアにおける合理的国家論の前提になるのは、自然観（自然の研究）であり、ミレトス学派（タレス、アナクシマンドロス、アナクシメネス）にはなお神話的思考が認められるものの、「起源」（アルケー）の定義において新しい合理的思考が展開される契機となったとしている。

### 補遺
他にも、ルネサンス研究、科学論等の業績がある。

## 影響
カッシーラーの思想は新カント派の射程に収まらないものを持ち、ドイツの哲学者ブルーメンベルクにも影響を与えている。またカッシーラーのシンボル哲学は、アメリカでスザンヌ・ランガーやネルソン・グッドマンによって発展され、文化人類学者のクリフォード・ギアツ、ケネス・バークなどにも影響を与えた。『実体概念と関数概念』における関数＝機能概念の分析は社会学において構造機能主義を提唱したタルコット・パーソンズやニクラス・ルーマンらにも影響を与えた。

## 家族・親族
- 息子のハインツ・カッシーラー（ドイツ語版）も新カント派の哲学者となった。

## 著作
- Leibniz' System in seinen wissenschaftlichen Grundlagen., 1902
- Der kritische Idealismus und die Philosophie des "gesunden Menschenverstandes, Gieszen: Töpelmann, 1906
- Kant und die moderne Mathematik. In: Kant-Studien. Band 12 (1907), S. 1–40
- Das Erkenntnisproblem in der Philosophie und Wissenschaft der neueren Zeit, 1906-1920, 2nd:1950
(Band 1: 1906; Band 2: 1907; Band 3: Die nachkantischen Systeme, 1920; Band 4: Von Hegels Tod bis zur Gegenwart. (1832–1932), 2nd:1957)
  - 『認識問題──近代の哲学と科学における』 みすず書房（全4巻）、1996-2013年

第1巻 須田朗・宮武昭・村岡晋一訳、第2巻（2分冊）  須田・宮武・村岡訳
第3巻 須田・宮武・村岡訳、第4巻 山本義隆・村岡晋一訳
- Substanzbegriff und Funktionsbegriff. Untersuchungen über die Grundfragen der Erkenntniskritik., 1910
  - 『実体概念と関数概念──認識批判の基本的諸問題の研究』 山本義隆訳、みすず書房、新版2017年
- Freiheit und Form. Studien zur deutschen Geistesgeschichte., 1916
  - 『自由と形式――ドイツ精神史研究』 中埜肇訳、ミネルヴァ書房、新版1998年
- Kants Leben und Lehre., 1918
  - 『カントの生涯と学説』 門脇卓爾監修、みすず書房、新版2019年
- Zur Einsteinschen Relativitätstheorie. Erkenntnistheoretische Betrachtungen, 1920
  - 『アインシュタインの相対性理論』 山本義隆訳、河出書房新社、新版1996年
- Idee und Gestalt. Goethe, Schiller, Hölderlin, Kleist., 1921
  - 『理念と形姿 ゲーテ・シラー・ヘルダーリン・クライスト』 中村啓ほか訳、三修社、1978年
- Philosophie der symbolischen Formen, 1923-1929
  - 『シンボル形式の哲学』 生松敬三・木田元訳、岩波文庫（全4巻）、1989-1997年
- Individuum und Kosmos in der Philosophie der Renaissance, 1927
  - 『個と宇宙──ルネサンス精神史』 薗田坦訳、名古屋大学出版会、1991年
  - 『ルネサンス哲学における──個と宇宙』 末吉孝州訳、太陽出版、1999年
  - Die Idee der republikanischen Verfassung. (Universitätsrede) , 1929
  - Kant und das Problem der Metaphysik. Bemerkungen zu Martin Heideggers Kantinterpretation. In: Kant-Studien. Band 36, 1931, S. 1–16
  - Erkenntnistheorie nebst den Grenzfragen der Logik und Denkpsychologie. In: Jahrbücher der Philosophie. Band 3, 1927, S. 31–92
- Die Philosophie der Aufklärung, 1932
  - 『啓蒙主義の哲学』 中野好之訳、紀伊國屋書店、新版1997年／ちくま学芸文庫（上下）、2003年 - 改訳版
- Determinismus und Indeterminismus in der modernen Physik., 1937
  - 『現代物理学における決定論と非決定論　因果問題についての歴史的・体系的研究』 山本義隆訳、みすず書房、2019年 - 改訳版
- Axel Hägerström: Eine Studie zur Schwedischen Philosophie der Gegenwart., 1939
- Zur Logik der Kulturwissenschaften.：Naturalistische und humanistische Begründung der Kulturphilosophie, 1942
  - 『人文科学の論理―五つの試論』 中村正雄訳、創文社、1976年
  - 『人文学の論理　五つの論考』 齊藤伸訳、知泉書館、2018年 - 新訳版
- An Essay on Man, 1944
  - 『人間―シンボルを操るもの』 宮城音弥訳、岩波書店、改版1982年／岩波文庫、1997年
- The myth of the state, 1946
  - 『国家 その神話』 河原宏・浅沼和典・秋元律郎訳、理想社、1957年
  - 『国家の神話』 宮田光雄訳、創文社、1960年、新版1985年ほか／講談社学術文庫、2018年
  - 『国家と神話』 熊野純彦訳、岩波文庫（上下）、2021年。新訳版

※原著の刊行時期は不明だが、大半は没後刊行。
- Philosophie und exakte Wissenschaft
  - 『哲学と精密科学』 大庭健訳、紀伊国屋書店、新版2003年
- Descartes, Lehre-Persönlichkeit-Wirkung - 下記は抄訳版
  - 『デカルト、コルネーユ、スウェーデン女王クリスティナ　一七世紀の英雄的精神と至高善の探求』

朝倉剛・羽賀賢二訳、工作舎、2000年 ISBN 978-4-87502-333-3
- Symbol, Technik, Sprache（Hamburg, Felix Meiner）　
  - 『シンボル・技術・言語』 高野敏行ほか訳、叢書・ウニベルシタス 法政大学出版局、1999年、新版2017年
- Symbolum et scientia  scientia naturalis et philosophia in Europa moderna
  - 『シンボルとスキエンティア－近代ヨーロッパの科学と哲学』 伊藤博明ほか訳、ありな書房、1995年

伊藤博明による独自の日本語版編著。序論として根占献一[3] によるカッシーラー論を収録。
- The Platonic renaissance in England
  - 『英国のプラトン・ルネサンス ケンブリッジ学派の思想潮流』 三井礼子訳、花田圭介監修、工作舎、1993年  ISBN 4-87502-223-9
- Symbol, myth, and culture : essays and lectures of Ernst Cassirer
  - 『象徴・神話・文化』 D．P．ヴィリーン編、神野慧一郎訳、ミネルヴァ書房、1985年、新版2013年
- Zehen Schriften uber Goethe
  - 『ゲーテと十八世紀』 友田孝興・栗花落和彦訳、文栄堂書店、1990年 - 抜粋訳
  - 『ゲーテとプラトン』 友田孝興・栗花落和彦訳、文栄堂書店、1991年 - 抜粋訳
  - 『カッシーラー　ゲーテ論集』 森淑仁編訳、知泉書館、2006年 - 全10編を集大成
- Zur Metaphysik symbolischen Formen 　
  - 『象徴形式の形而上学 エルンスト・カッシーラ遺稿集　第一巻』　　

森淑仁監訳、笠原賢介訳、叢書ウニベルシタス・法政大学出版局、2010年 - 刊行巻数未定
- Goethe und die geschichtliche Welt
  - 『ゲーテとドイツ精神史　講義・講演集より』 田中亮平・森淑仁編訳、知泉書館、2020年

※以下は小著
- Rousseau, Kant, Goethe : two essays
  - 『十八世紀の精神  ルソーとカントそしてゲーテ』 原好男訳、思索社、1989年
- Sprache und Mythos
  - 『言語と神話』 岡三郎、岡富美子訳、国文社、1972年
- Das Problem Jean-Jacques Rousseau
  - 『ジャン＝ジャック・ルソー問題』 生松敬三訳、みすず書房、新版2015年

## 日本語研究
- 齊藤伸『カッシーラーのシンボル哲学　言語・神話・科学に関する考察』知泉書館、2011年
- 馬原潤二『エルンスト・カッシーラーの哲学と政治』風行社、2011年